# Michele Cortella
Michele Giulio Cortella (1987) è un ex sciatore alpino italiano.

## Biografia
Attivo in gare FIS dal dicembre del 2002, in Coppa Europa Cortella ha esordito il 18 gennaio 2006 a Sella Nevea in discesa libera (97º), ha ottenuto il suo miglior piazzamento il 16 gennaio 2013 a Hinterstoder nella medesima specialità (6º) e ha preso per l'ultima volta il via il 22 marzo 2015 a Soldeu/El Tarter in supergigante (30º). Si è ritirato al termine di quella stessa stagione 2014-2015 e la sua ultima gara è stata una discesa libera FIS disputata l'8 aprile a Selva di Val Gardena, chiusa da Cortella al 10º posto; in carriera non ha esordito in Coppa del Mondo né preso parte a rassegne olimpiche o iridate.

## Palmarès

### Coppa Europa
- Miglior piazzamento in classifica generale: 104º nel 2012

### Campionati italiani
- 2 medaglie:
  - 2 argenti (supergigante nel 2010; supergigante nel 2013)